# Coslédaà-Lube
Pour les articles homonymes, voir Coslédaà et Lube.
Ancienne commune des Pyrénées-Atlantiques, la commune de Coslédaà-Lube a existé de 1833 à 1843. Elle a été créée en 1833 par la fusion des communes de Coslédaà et de Lube. En 1843 elle a fusionné avec la commune de Boast pour former la nouvelle commune de Coslédaà-Lube-Boast.

## Géographie
Le village, appartenant au Vic-Bilh, au nord-est du département et de Pau, se situe sur un plateau creusé par les vallées du Laas et du Lasset.

## Démographie
| 1793 | 1800 | 1806 | 1821 | 1831 | 1836 |
| ---- | ---- | ---- | ---- | ---- | ---- |
| -    | -    | -    | -    | 491  | 530  |

## Pour approfondir